# Мертва деревина
Мертва деревина — трухляві частини стовбурів дерев, сухі гілки і суччя, мертві корені, мертві і гниючі дерева, сухостій, вітролом. Лісниками вважається як даремний або навіть «шкідливий» елемент лісу. Тому в лісах повинні проводитися санітарні рубки і боротьба із захаращеністю. Ці заходи, згідно Санітарних правил в лісах України, затверджених Кабміном України 27 липня 1995 р. № 555, Правил поліпшення якісного складу лісів, затверджених Кабміном України 12 травня 2007 р. № 724, є обов'язковими в лісах України. Згідно Санітарних правил в лісах України, на одному гектарі лісу повинно залишатися не більше 5 м3 мертвої деревини.

## Екологічна користь від мертвої деревини
Мертва деревина настільки важлива для життя природних лісових екосистем, що її зникнення здатне докорінно змінити склад живих організмів, які мешкають у цих екосистемах, призвести до зникнення багатьох з них, порушити природні процеси лісовідновлення, а в деяких випадках навіть з часом привести до утворення прогалин і пусток на місці колишнього лісу.
Очевидна необхідність мертвої деревини для тих видів живих організмів, які в ній мешкають або для яких вона служить місцем розмноження. Деревина відмерлих дерев служить місцем існування для багатьох видів грибів, комах і інших живих організмів, причому для багатьох з цих видів важлива не лише наявність мертвої деревини, але і її розмір (діаметр стовбурів відмерлих дерев), порідний склад, кількість. У лісах, де кількість мертвої деревини у декілька разів менше, ніж в корінних лісових екосистемах (наприклад, в лісах більшості країн Західної Європи, в яких заготівлі деревини ведуться настільки давно і з такою інтенсивністю, що великій кількості мертвої деревини просто нізвідки взятися), багато хто з таких видів в наші дні став великою рідкістю.
Проте, мертва деревина виявляється не менш важливою і для багатьох інших лісових видів. Хорошим прикладом є самі лісові дерева, для яких у багатьох типах лісових екосистем саме мертва деревина є основним субстратом для відновлення. Наприклад, в корінних темнохвойних лісах з густим надґрунтовим покривом з великих лісових трав, папоротей, або навіть чорниці, сходи ялини або ялиці практично не мають шансів вижити на поверхні ґрунту — занадто мало світла проникає до цієї поверхні через густий покрив лісових трав. Те ж саме відбувається і в лісах з потужним моховим покривом — сходи дерев не устигають в перші місяці життя досягти коренями мінерального ґрунту, і в результаті гинуть через нестачу мінерального живлення або посухи. У цих умовах падіж — деревина відмерлих дерев — служить практично єдиним відповідним для відновлення дерев субстратом. Деревина, що розкладається, забезпечує молоді дерева необхідним мінеральним живленням, а накопичуваної у деревній трусі вологи вистачає зазвичай на увесь літній сезон. Піднесені над поверхнею трав'яного покриву стовбури дерев, особливо великих, забезпечують належне освітлення сходів і молодих дерев. В результаті у багатьох типах лісових екосистем життєздатний підрост лісових дерев можна знайти тільки на деревних стовбурах, що розкладаються, і на пнях.
У сухих і мертвих деревах, хмизі, коренях старих пнів мешкають багато видів з Червоної книги України - кажани, жук-відлюдник, жук-олень, лісовий полоз, мідянка, гадюка Никольського, багато видів рідкісних грибів і папоротей.
Дуже значна роль мертвої деревини як джерела органічної речовини ґрунту. Продукти розкладання мертвих стовбурів, гілок, коренів дерев накопичуються в ґрунті лісових екосистем — спочатку у вигляді деревної трухи, потім, у міру її розкладання, у вигляді більш менш стійких ґрунтових органічних сполук — гумусу. Від кількості і складу ґрунтової органічної речовини залежить не лише родючість лісового ґрунту, але і багато захисних властивостей лісової екосистеми. Наприклад, багаті органічною речовиною лісові ґрунти краще вбирають вологу після дощів або танення снігу, утримують великі її запаси впродовж літнього сезону. У лісах на таких ґрунтах завжди підтримується вологіший мікроклімат, ніж в лісах на бідних органікою ґрунтах, більшою мірою зберігається волога, необхідна для лісових джерел і струмків.
Важлива роль мертвої деревини і у формуванні специфічного мікрорельєфу поверхні ґрунту, характерного для багатьох типів корінних лісів. Разом з так званими «вітровально-ґрунтовими комплексами» (горбами і западинами, що утворюються при вивалюванні вітром великих дерев з коренями) стовбури дерев, що розкладаються, формують складну систему ямок і горбків на поверхні ґрунти, які перешкоджають поверхневому стоку води після сильних дощів і особливо при сніготаненні. В результаті велика частина вологи затримується на поверхні ґрунту і поступово вбирається ґрунтом — це також сприяє більш високій вологостримній і водозахисній здатності лісу. Мертві дерева, що падають у потоки — постійні або тимчасові, — знижують швидкість течії води, зменшують ерозію ґрунту, винесення піску і глини в лісові річки.
Нарешті, не можна забувати про найважливішу роль мертвої деревини у вуглецевому балансі лісових екосистем. Оскільки кількість кисню, що виділяється лісом в атмосферу, безпосередньо пов'язана з кількістю органічної речовини, що накопичується в лісовій екосистемі, роль мертвої деревини у загальному вуглецевому балансі екосистеми дуже велика. Чим довше зберігається в лісі стовбур мертвого дерева, чим більша частина його деревини переходить у відносно стійкі органічні сполуки ґрунту — тим більша кількість зв'язаного вуглецю зберігається у лісовій екосистемі, тим довше відповідна кількість чистого кисню залишається в атмосфері.

## Заходи по охороні мертвої деревини в лісах і парках
1. Проведення широкої екопросвітницької компанії по роз'ясненню громадськості важливого екологічного значення мертвої деревини у житті лісу.
2. Введення викладання у лісових вузах і технікумах навчальних модулів, що пояснюють важливу екологічну роль мертвої деревини в лісі.
3. Усунення з Санітарних правил в лісах України норми, згідно якої на одному гектарі лісу повинно залишатися не більше 5 м3 мертвої деревини.
4. Затвердження у нормативних документах, що регламентують санітарно-оздоровчі заходи в лісах норми, згідно якої в господарських лісах на одному гектарі повинно бути до 30 м³ мертвої деревини на 1 га, а в лісах природно-заповідного фонду — понад 100 м3 мертвої деревини на 1 га.
5. Заборона проведення будь-яких санітарних рубок і розчищення лісу від засміченості у природних заповідниках і у заповідних зонах. У інших об'єктах природно-заповідного фонду мають бути заборонені суцільні санітарні рубки, очищення лісу від засміченості, а вибіркові санітарні рубки значно обмежені.
6. У міських парках, чимдалі від алей і пішохідних доріжок, слід залишати окремі сухі дерева і пні[3][4][13][14][15].

## Ресурси Інтернету
- Борейко В. Е., Бриних В. А., Парникоза И. Ю. Заповедность (пассивная охрана природы). Теория и практика. — К.: КЭКЦ, 2015. — 112 с. http://ecoethics.ru/wp-content/uploads/2Q15/06/int%5Bнедоступне+посилання+з+липня+2019%5D zapovednost_2015.pdf
- Санітарні рубки — злочин проти природи http://necu.org.ua/sanitarni-rubky-zlochyn-proty-pryrody/